# Вильгельм II (князь Нассау-Дилленбурга)
Вильгельм II (нем. Wilhelm II von Nassau-Dillenburg; 28 августа 1670, Дилленбург — 21 сентября 1724, Дилленбург) — князь Нассау-Дилленбурга из Нассауского дома (1701—1724).

## Биография
Родился 28 августа 1670 года в Дилленбурге. Второй сын Генриха (1641—1701), правящего князя Нассау-Дилленбурга (1662—1701), и принцессы Доротеи Елизаветы Легниц-Бжегской (1646—1691).
В 1694 году Вильгельм Нассау-Дилленбургский совершил большое путешествие, во время которого он посетил Германию, Нидерланды, Англию, Данию, Швецию и Италию.
18 апреля 1701 года после смерти своего отца Генриха Вильгельм унаследовал княжество Нассау-Дилленбургское. В 1711 году после смерти своего родственника, Франца Александра, князя Нассау-Хадамарского (1674—1711), не оставившего наследников мужского пола, Вильгельм II стал претендовать на часть княжества Нассау-Хадамар. В 1717 году между наследниками Нассау-Хадамарского княжества было достигнуто соглашение о разделе княжества. Вильгельм Нассау-Дилленбург получил во владение Менгерскирхен, Лар и Фрикхофен.
В 1709 году Вильгельм II Нассау-Дилленбургский стал кавалером ордена Святого Губерта, возрождённого в сентябре 1708 года пфальцграфом-курфюрстом Пфальца Иоганном Вильгельмом.
21 сентября 1724 года 54-летний князь Вильгельм II Нассау-Дилленбургский скончался, он был похоронен в городской евангелической церкви в Дилленбурге. Поскольку у него не было наследников мужского пола, его княжество унаследовал его младший брат Кристиан (1688—1739).

## Брак и дети
13 января 1699 году Вильгельм II женился в Гарцгероде на Доротее Иоганне (24 декабря 1676 — 29 ноября 1727), дочери герцога Августа Шлезвиг-Гольштейн-Зондербург-Плён-Норбургского. У них было двое детей:
- Генрих Август Вильгельм (15 ноября 1700 — 22 августа 1718)
- Елизавета Шарлотта (14 июля 1703 — 22 июня 1720)